# Petru Racz
Petru Rácz I. (n. ? – d. 28 octombrie 1599, Șelimbăr, jud. Sibiu) a fost nobil de origine română, o personalitate aproape legendară a familiei Rațiu (în grafie maghiară Rácz) din Transilvania medievală, cu rădăcini vechi de la începutul sec. al XIV-lea. 

## Originea
Petru Rácz a fost un curtean respectat, traducător, diplomat, reprezentant al împăratului Rudolf II în Rusia și la Sublima Poartă și reprezentantul principelui Transilvaniei Ștefan Báthory la a doua înscăunare a voievodului Moldovei, Alexandru Lăpușneanu. Pentru meritele sale a fost răsplătit de către împărat și principii Transilvaniei cu mai multe titlturi nobiliare cu predicatul: Rácz I. (întâi); de Tӧvis (Teiuș), jud. Alba; de Nagylak (Noșlac), jud. Alba; de Galgó (Gâlgău), jud. Sălaj. A fost căsătorit cu domnița Zamfira, fiica logofătului Ioan Norocea de Pitești și Szaszsebes (Sebeș, jud. Alba). Mama sa, domnița Stana, a fost fiica domnitorului Mircea Ciobanul, stră-stră-nepot al lui Mircea cel Bătrân, și a doamnei Chiajna, fiica lui Petru Rareș și nepoată a lui Ștefan cel Mare. 
Ajuns căpitan în oastea lui Mihai Viteazul, Petru și-a pierdut viața în bătălia de la Șelimbăr, jud. Sibiu. A fost înmormântat în biserica românească din Teiuș, ctitorită împreună cu soția sa. Mormintele celor doi ctitori au existat în biserică, acum greco-catolică, până în anul 2001, când au fost desființate, iar lespezile de mormânt au fost scoase afară. Mărturii stau: tabloul votiv din sec. al XVII-lea și pisania originală dăltuită în piatră, în limba slavonă cu blazonul Rácz de Galgó  și numele lui Mihail Rácz II., al treilea ctitor al bisericii.
Mutarea lespezilor de mormânt a fost considerată ilegală de către istorici și a stârnit controverse.

## Urmașii
Membrii familiei Rácz s-au împărțit în două mari ramuri: cea de Galgó (Gâlgău), maghiarizată, și cea de Tӧvis (Teiuș), românească. Ambele au jucat un rol important în istoria Transilvaniei . 
Din ramura de Galgó (Gâlgău) a făcut parte Claudia Rhédey de Kiss Rhéde, stră-străbunica M.S. Regina Elisabeta a II a Marii Britanii. 
Din ramura românească de Tӧvis (Teiuș), stră-strănepotul lui Petru, Ștefan (Istvan) Rácz (Ratz, Raț), a fost unul din cei doi epitropi laici care împreună cu Episcopul Atanasie Anghel și toți membrii sinodului au semnat în anul 1700, actul de înființare a Bisericii Române Unită cu Roma, Greco-Catolică. A îndeplinit mai multe funcții administrative importante, a fost primar de Alba Iulia, capitala Principatului Transilvaniei. Ulterior, în timpul ocupației habsburgice a fost guvernatorul Olteniei. Fiul acestuia, Ioan Ratz (Raț) de Mehadia, prefectul districtelor Lugoj, Caransebeș și Lipova, a restaurat în 1726 biserica mănăstirii ortodoxe din Lugoj, din care mai există azi doar Turnul Sf. Nicolae. Ramura românească a familiei cu predicatul de Nagylak (Noșlac), s-a stabilit la Turda și dăinuie și în ziua de azi. Membrii ei au jucat un rol important în viața politică, culturală, economică și bisericească din Transilvania și din România.

## Ctitoria din Teiuș
În anul 2010 mai mulți membri ai familiei Rațiu au adresat un memoriu către academicianul Nicolae Edroiu, prin care au tras „un semnal de alarmă cu privire la cele ce  se petrec la biserica greco-catolică monument istoric din Teiuș, ctitorie a Rățeștilor, unde mormintele ctitorilor au fost înlăturate, iar reabilitarea lăcașului pune în pericol alte vestigii importante.”

## Galerie de imagini

Biserica Greco-Catolică,Teiuș, jud. Alba
Biserica din Teiuș, sec. XVI, Ctitoria lui Petru și Zamfira Racz
Blazon Racz de Galgo, biserica din Teiuș
Piatra de mormant (dinspre cap), Petru Racz I.
Piatra de mormant (dinspre picioare), Petru Racz I.
Piatra de mormant (dinspre cap), Zamfira Racz
Piatra de mormant (dinspre picioare), Zamfira Racz
Blazon Petru Racz I., cf. J. Siebmacher’s
Racz I, descriere diploma, cf. J. Siebmacher’s
Racz de Galgo, blazon, cf. J. Siebmacher’s
Racz de Galgo, descriere diploma, cf. J. Siebmacher’s
Biserica Greco-catolică din Teiuș, Harta Iosefină a Transilvaniei, 1769-1773
Blazonul Familiei Rațiu
Blazon, Stefan Racz de Nagylak (Noslac)
Stefan Racz de Nagylak (Noșlac), descriere diploma
Turnul Sf. Nicolae, Lugoj
Sculptura fatada, Turnul Sf. Nicolae, Lugoj
Blazon Ioan Ratz de Mehadia, Turnul Sf. Nicolae
Pisanie Turnul Sf. Nicolae, Lugoj
Panou de prezentare, Turnul Sf. Nicolae, Lugoj
- Marele Arbore Genealogic al Familiei Ratiu de Noslac (Nagylak), fond pergament, actualizat la data de 18.09.2022